# Elminius modestus
Elminius modestus är en kräftdjursart som beskrevs av Darwin 1854. Enligt Catalogue of Life ingår Elminius modestus i släktet Elminius och familjen havstulpaner, men enligt Dyntaxa är tillhörigheten istället släktet Elminius och familjen Archaeobalanidae. Arten förekommer tillfälligt i Sverige, men reproducerar sig inte. Inga underarter finns listade i Catalogue of Life.

## Bildgalleri

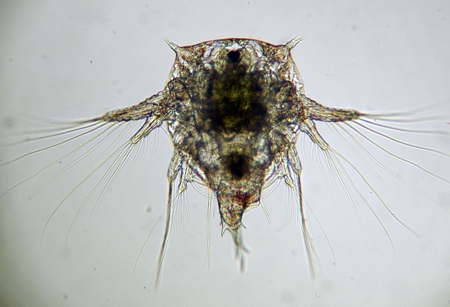
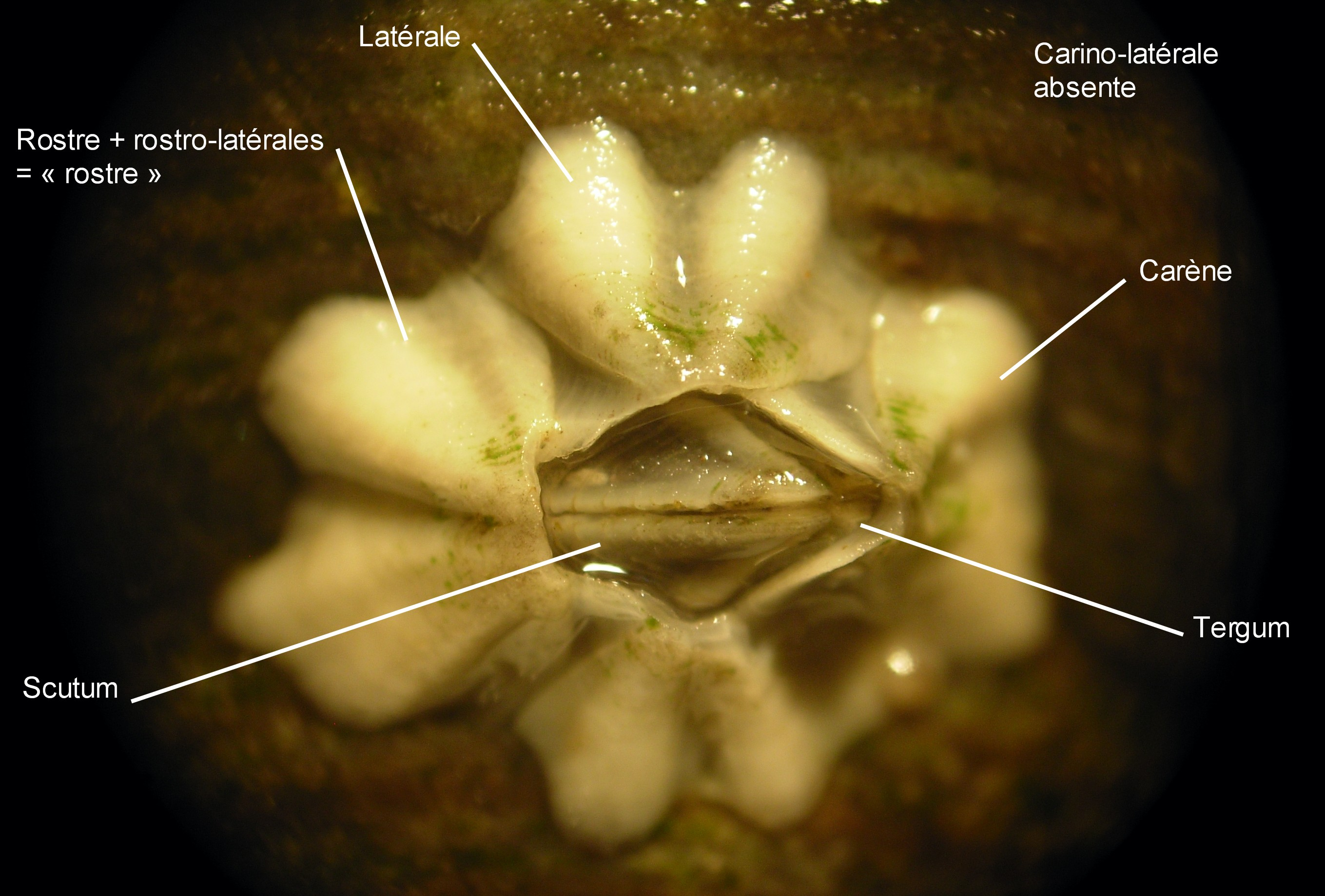
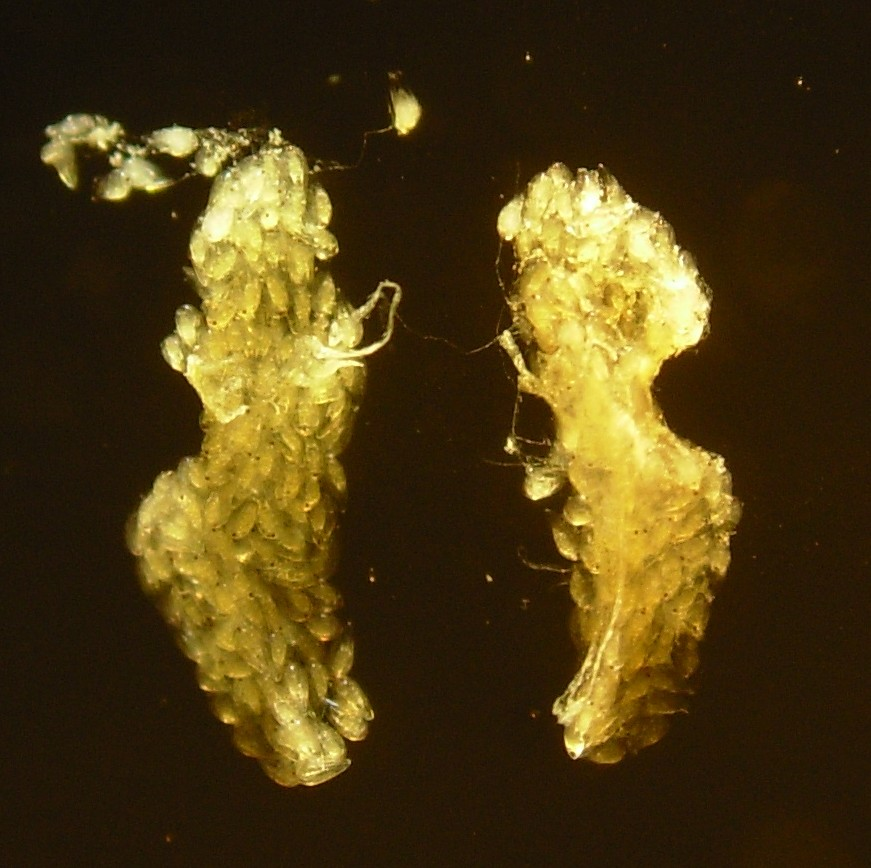